# ボルシェビーク (製菓)

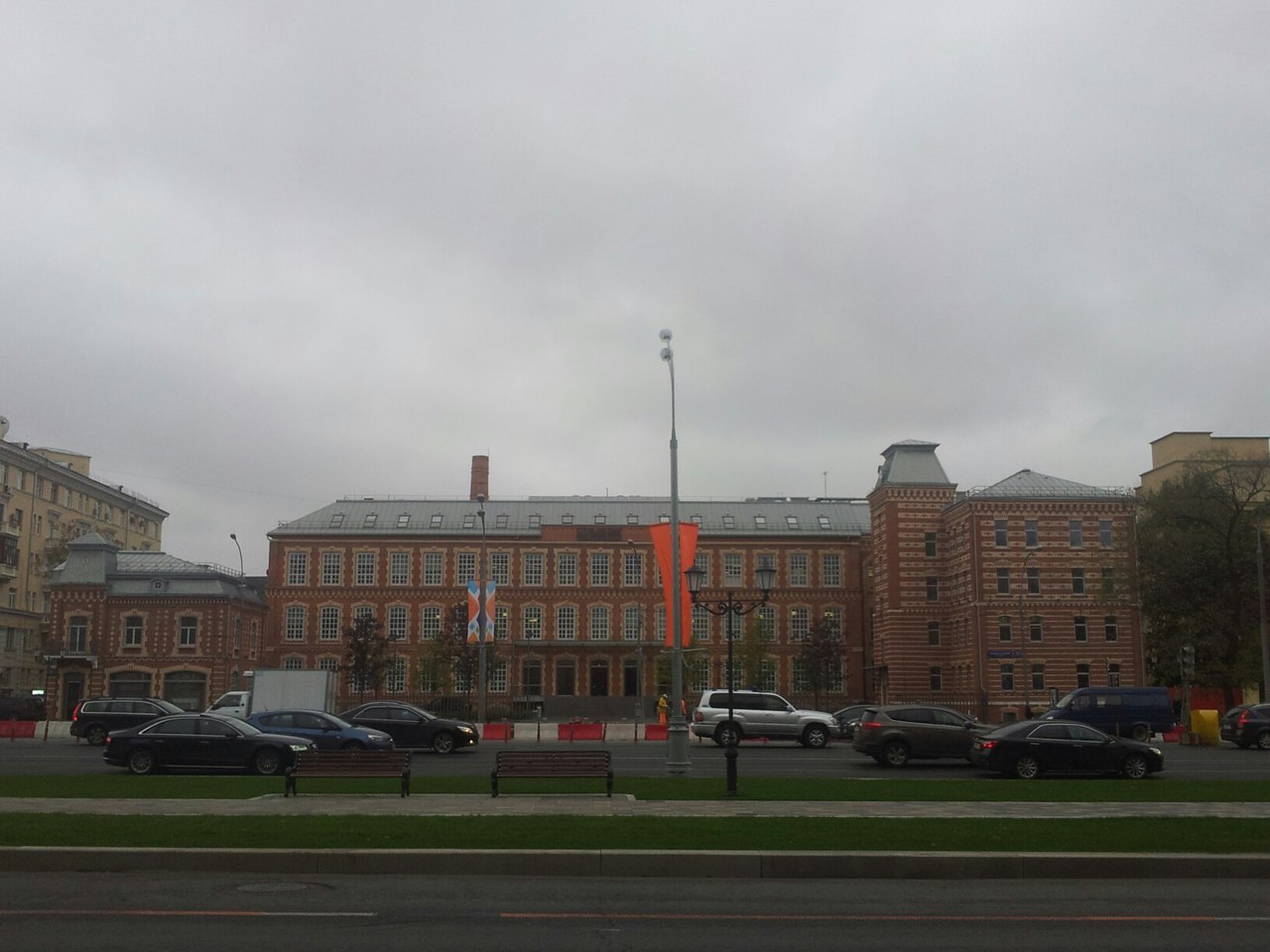
売却後の再開発事業で保存修復された旧本社工場（2015年）

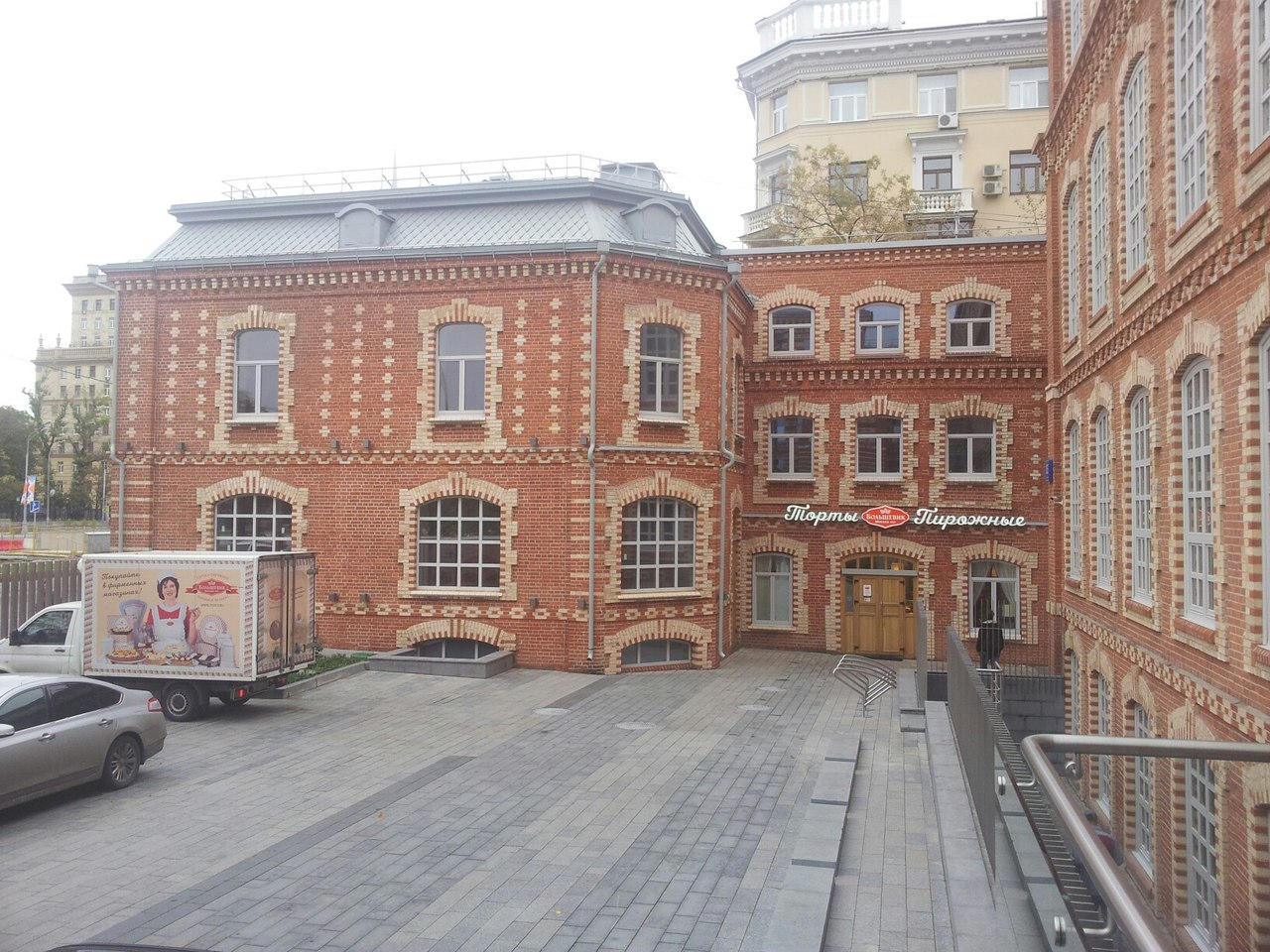
旧本社工場棟に併設されているヴェンスキー・ツェーフ社（旧・ボルシェビーク製菓工場第3職場）のケーキ店（2015年）

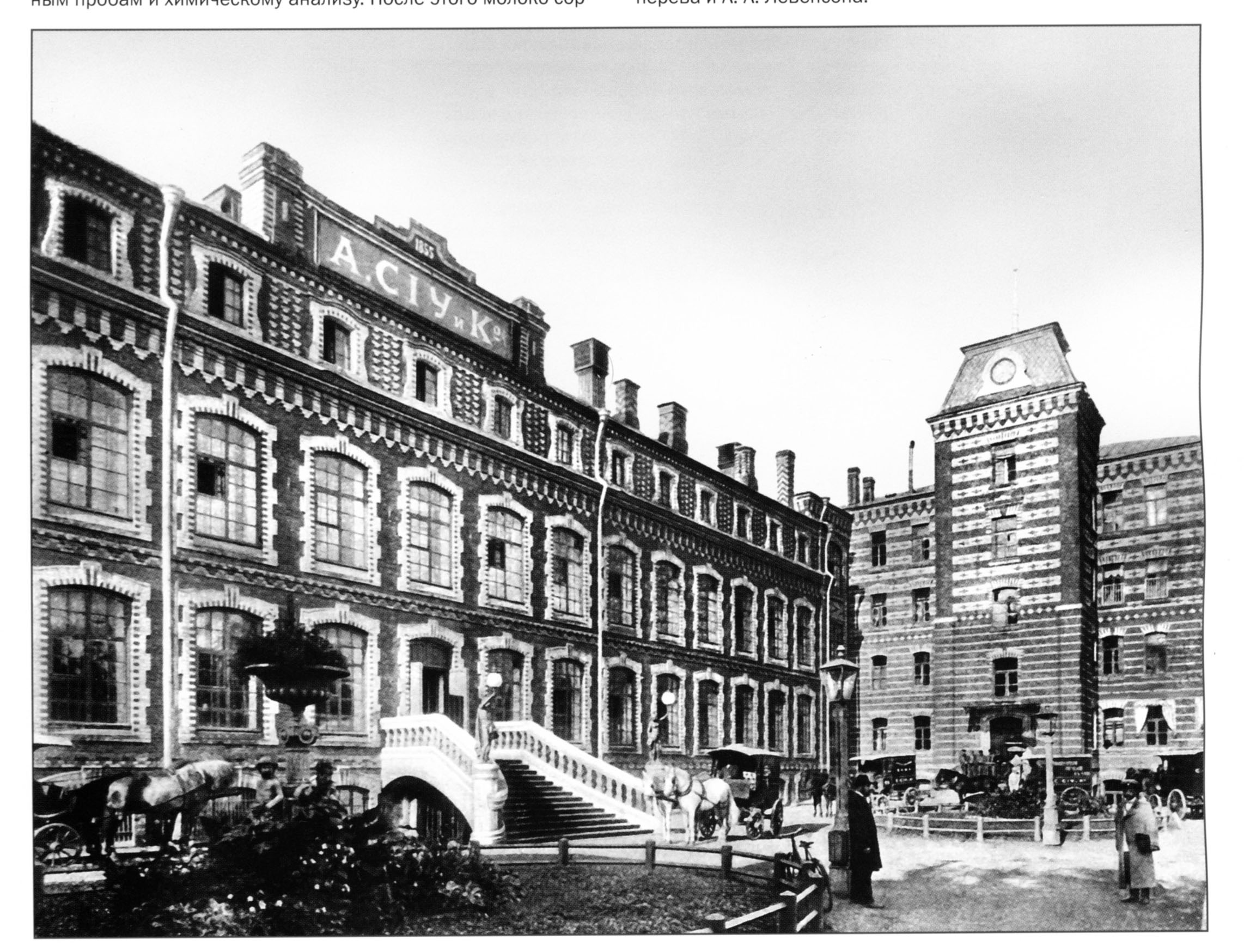
A・スィウ&K社時代の本社工場（1880～90年代撮影）

ボルシェビーク製菓工場（ロシア語:Кондитерская фабрика «Большевик»）は、旧ソ連最大の国営菓子メーカー。本社はモスクワ市にあり、ケーキ、ビスケットなど小麦粉を原料とする菓子を製造した。旧ソ連時代の正式名称はロシア・ソビエト連邦社会主義共和国食料産業省ボルシェビーク・モスクワ製菓工場（Московская кондитерская фабрика «Большевик» Министерства пищевой промышленности РСФСР）。1994年にボルシェビーク公開株式会社（Открытое Акционерное общество «Большевик»）として民営化し、2012年にクラフトフーヅロシア非公開株式会社（現・モンデリーズロシア非公開株式会社）に吸収された。

## 概要
フランス人のアドルフ・スィウ（Адольф Сиу）とエヴゲーニヤ・スィウ（Евгения Сиу）夫妻が1855年11月24日にモスクワ市トヴェルスカヤ通りにパン・菓子店として開業し、エクレアやケーキなどフランスやオーストリアの菓子を当時のモスクワ市民に提供して注目された。1861年から香水製造を開始して急成長し、その後化粧品、香料、石けん製造にも進出して事業を急速に拡大した。
アドルフ・スィウの息子たちが経営を引き継いだ1884年、「A・スィウ＆K」社（А. Сиу и К）として法人化。フランス人建築家オスカル・ディディオ（Оскар Дидио）の設計でサンクトペテルブルク大通り（現・レニングラード通り）にレンガ造りの本社と工場を新設した。自家発電所を持ちモスクワで最初に本格的な電灯設備を導入した同社工場には、香水事務所のほか、勤務する従業員のための寮や幼稚園、病院、洗濯場が設けられていた。
1900年にはモスクワのほか、サンクトペテルブルク、キエフ、ワルシャワに支店を置き、馬車や自動車、コーヒー、ココアを販売。製菓部門ではマーマレード、キャラメル、ヌガー、トルテ、ケーキ、生クリームなど約2000種類の製品を製造していた。1913年には菓子の品質の高さが評価されてロシア皇帝の表彰を受け、ロマノフ朝300年を記念したビスケット「ユビレーイノエ」（記念、Юбилейное）の製造を許された。「ユビレーイノエ」は現在に至るロシアを代表するビスケットブランドとなった。

### 革命後
1917年の十月革命後、A・スィウ＆K社は国有化された。社名は創業者の名を抹消し「第3国営製菓工場」（Государственная кондитерская фабрика № 3）に変更されたが、革命時に同社の工場労働者からモスクワ・ソビエト副議長が選出されたことを記念し、ウラジーミル・レーニンの個人布告により改めて「ボルシェビーク」と命名された。
1927年に化粧品など菓子製造事業を除く全事業が切り離され、ビスケット類とトルテおよびケーキ類を製造する小麦粉菓子専業メーカーに改組。第二次世界大戦勃発にともないケーキ類の製造を中止し、戦時中はビスケット、クラッカー、軍向けチョコレートなどの生産を行った。戦後の1952年から工場のオートメーション化に着手し、ビスケット職場に独自開発の機器を次々と投入するなどして生産性の向上を図った結果、1960年代には生産量でヨーロッパ最大の製菓工場に成長した。
1971年、第九次五カ年計画早期達成の功績でソ連最高会議のレーニン勲章を受章した。1970年代には、日本でロシア風菓子の製造販売を手がけていた大阪府豊中市のパルナス製菓の招きで、トルテ・ケーキ職場で国家重要行事の記念ケーキ製造を担当していた食品業界社会主義労働者英雄の女性職長、イェヴドキヤ・アンドレーヴナ・オージナ（Евдокия Андреевна Ожина）が2度にわたり訪日し、ケーキ製法などの技術指導を行った。オージナは英国女王エリザベス2世、ベルギー王ボードゥアン1世にケーキを献呈した経歴を持ち、同工場を代表する伝説的職長として知られている。
市場経済導入後の1994年、フランス・ダノン社が出資するボルシェビーク公開株式会社として民営化された。その後2007年に米クラフトフーヅの現地法人、クラフトフーヅロシア非公開株式会社（現・モンデリーズロシア非公開株式会社）が買収し、同社の傘下に入った。そして本社工場のビスケット職場の大半は2009年、クラフトフーヅロシアがモスクワ東方約180kmのヴラジーミル州ソビンカ市に建設した新工場に移転し、同年10月14日から操業を開始した。
その後もレニングラード通りには本社および工場の第4職場（ビスケット製造）、第3職場（トルテ・ケーキ製造）が残り、本社工場併設の店舗でケーキを中心とするボルシェビーク製品の直販を行っていたが、2012年のモスクワ本社および工場用地売却にともない、第4職場は清算、第3職場は2010年設立のトルテ・ケーキ製造販売業、ヴェンスキー・ツェーフ非公開株式会社（ООО "Венский цех"）に事業譲渡して分離独立した。ボルシェビーク社本体はクラフトフーヅロシアに吸収され、ソビンカ市のビスケット工場はクラフトフーヅロシア・ソビンカ市工場に再編された。

### 現況
現在のモンデリーズロシアではソビンカ市工場を「ボルシェビーク・ビスケット工場」（Бисквитная фабрика «Большевик»）と通称しており、旧社から承継したボルシェビークブランドの「ユビレーイノエ」シリーズと、モンデリーズブランドの「バーニー」「TUC」「オレオ」「ベルヴィタ」などのビスケットおよびクラッカー製品を、合わせて年間約9万トン製造している。
一方、旧第3職場の事業を引き継いだヴェンスキー・ツェーフ社の社名（ウィーン工房）は、アドルフ・スィウ夫妻が最初に開業した店の菓子類が、洋菓子文化の盛んなウィーン並みの品だと評判を呼び、「ウィーン工房」と呼ばれたことにちなんだもの。同社はモスクワ市内に3店舗を設け、引き続きトルテおよび伝統的ロシアケーキなどの製造販売を行っている。このうち第3職場時代の本社店舗であるボルシェビーク文化ビジネス複合施設内の店舗は、新施設の利用者にボルシェビーク製菓工場の歴史を伝える博物館的な意義を持ち、モンデリーズロシアから有償貸与された「ボルシェビーク」ブランドを掲げている。

## モスクワ工場跡地の再開発と施設保存
2012年の本社および工場の売却で、広さ5.4ヘクタールの用地は実業家ボリス・ミンツ傘下の「O1プロパティーズ」社ら2企業が取得した。工場施設があった敷地内部は中低層の高級集合住宅やオフィスビルとする一方、レニングラード通りに面した旧ボルシェビーク本社など3棟については、レンガ造りの構造を生かしつつ近代的な設備を持った特徴あるオフィスビルとして改築し、外観を19世紀の建設当初の姿に修復する再開発事業「ボルシェビーク文化ビジネス複合施設」（Культурно-деловой комплекс „Большевик“）プロジェクトを進め、2017年に竣工した。
本社棟の修復作業はロンドンの建築設計会社が手がけ、老朽化した壁面のレンガの修理や交換を行うとともに、国有化以後に改築などで失われた部分を建設当初の姿にもどす工事が行われた。一方、建物間の中庭には新たにガラス張りの上屋をかけてレストランに転用したり、敷地内にあったレーニン像など国営工場時代に加えられた遺構の撤去移転が行われたりした。2016年5月には、原料の小麦粉を貯蔵していたレンガ製の円形倉庫を活用し、ミンツが収集してきた絵画コレクションを展示するロシア印象派美術館（Музей русского импрессионизма）が開設された。
竣工時のテナント契約率はモスクワ市内のオフィスビルの平均を上回る70%で、一般的なオフィスビルとは性格が異なる施設であることから、計画時にはデザイナーやメディア業界、新興企業、IT関連企業など、クリエイティブ関連産業やその経営者の入居を想定していたが、実際には国際的な大企業や国内の大手国有企業からも強い関心が示されたという。